# Rhopalosomatidae
I Rhopalosomatidi (Rhopalosomatidae) sono una famiglia di imenotteri vespoidei.

## Biologia
Ectoparassiti di stadi ninfali di grillidi.

## Distribuzione
Assenti nella regione paleartica e predominanti nelle zone tropicali.

## Tassonomia
La famiglia è composta da 7 generi:
- Liosphex (14 spp.) la maggior parte delle specie si trovano in America e una (L. trichopleurum) in Indonesia e Filippine.
- Mesorhopalosoma †
- Eorhopalosoma †
- Olixon (26 spp.) distribuite dall'Africa all'Australia e America.
- Paniscomima (11 spp.) presente in India, Madagascar, Africa e Sud-est asiatico.
- Propalosoma †
- Rhopalosoma (17 spp.) la maggior parte delle specie si trovano in Centro America e Sud America